# David B. Mitchell
David Brydie Mitchell (Muthill, 22 ottobre 1766 – Milledgeville, 22 aprile 1837) è stato un politico statunitense di origine scozzese.
Servi come governatore della Georgia per due mandati non consecutivi.

## Biografia

### Origini
Nacque a Muthill, in Scozia, nel 1766, da John Henry Mitchell ed Annie Brydie. Nel 1782, alla morte dello zio David Brydie, proprietario terriero nelle Americhe, il sedicenne Mitchell emigrò a Savannah per reclamare l'eredità familiare. Affascinato dalla nuova nazione degli Stati Uniti, decise di stabilirvisi permanentemente per studiare legge e diventare avvocato. Si sposò con Jane Mills nel 1792 ed ebbe numerosi figli.
Entrato a far parte della milizia della Georgia, nel 1806 ne divenne maggior generale.

### Carriera politica
Ammiratore di Thomas Jefferson e James Jackson, nel 1794 decise di entrare in politica nelle file del Partito Democratico-Repubblicano. Dopo aver ricoperto cariche statali minori, nel 1801 divenne sindaco di Savannah. Durante il suo mandato uccise in duello William Hunter, un politico rivale appartenente al Partito Federalista, e l'esperienza lo convinse ad opporsi alla pratica dei duelli.
Nel 1809 riuscì a sconfiggere il governatore uscente Jared Irwin, facendosi eleggere al suo posto dall'Assemblea georgiana per 61 voti a 41. Durante il suo primo mandato favorì l'abolizione dei duelli in Georgia e rafforzò le finanze e le infrastrutture dello Stato, ancora in gran parte rurale. Rieletto nel 1811 sempre sconfiggendo Irwin, l'approssimarsi della guerra con la Gran Bretagna lo spinse a rafforzare le difese della Georgia, e allo scoppio delle ostilità dispose il sequestro di tutte le navi inglesi ancorate nei porti statali.
Non fu candidato alla rielezione nel 1813, ma venne chiamato a sostituire Peter Early appena due anni più tardi. Durante il suo secondo mandato rese navigabili i fiumi Savannah e Oconee e dispose aiuti finanziari alla neonata Università della Georgia.

### Scandalo schiavista
Nel 1817 rassegnò anticipatamente le dimissioni da governatore della Georgia per diventare agente indiano presso i Creek dietro nomina di James Madison, per succedere a Benjamin Hawkins. Per i successivi quattro anni Mitchell riuscì a rafforzare le relazioni con i nativi americani, riportando la calma sulla turbolenta frontiera georgiana.
Nel 1821 tuttavia scoppiò un grosso scandalo che lo coinvolgeva. Nel 1808 il governo statunitense aveva disposto l'abolizione della tratta degli schiavi, tuttavia molte navi negriere avevano continuato ad importarli e venderli illegalmente sfruttando funzionari conniventi. Emerse che Mitchell era proprio uno di questi, favorendone il transito dalla Georgia fino in Alabama, attraverso i territori dei Creek. Lo scandalo costrinse il presidente James Monroe a rimuoverlo dall'incarico, e per difendersi Mitchell pubblicò un pamphlet a sua discolpa.
Ritiratosi a vita privata per alcuni anni, nel 1828 riprese la sua carriera giudiziaria, per poi tornare nel governo statale nel 1836. Morì l'anno successivo nel capoluogo Milledgeville, venendovi sepolto.